# Heart of Stone Tour
Cher Heart of Stone című koncertturnéja volt a 6. turnékörútja. A koncertsorozat célja a 17 platinalemezből álló Heart of Stone album hirdetése, reklámozása. Ez a turné 1989-ben kezdődött és 1991-ben ért véget. Az összbevétel meghaladta a 70 millió dollárt.